# Латунов Григорій Антонович
Григорій Антонович Латунов (нар. 9 жовтня 1918, Петропавлівка — пом. 29 квітня 2001, Дніпродзержинськ) — український живописець; член Спілки радянських художників України з 1947 року.

## Біографія
Народився 9 жовтня 1918 року в селі Петропавлівці (тепер селище міського типу Щастинського району Луганської області, Україна). Брав участь у німецько-радянській війні. Нагороджений орденом Вітчизняної війни ІІ ступеня (6 квітня 1985).
У 1947 році закінчив Київський художній інститут (викладачі: Михайло Шаронов, Олексій Шовкуненко, Ілля Штільман, Олександр Фомін, Михайло Іванов).
У 1948—1955 роках очолював студію образотворчого мистецтва при Будинку культури у Дніпропетровську; у 1955—1962 роках працював у Дніпропетровській філії Товариства художників у Дніпродзержинську; у 1962—1978 роках — на художньо-виробничому комбінаті Ворошиловградського відділення Художнього фонду УРСР. Жив у Ворошиловграді в будинку на вулиці 14-й лінії, № 16, квартира № 3 та у Дніпродзержинську в будинку на проспекті Металургів, № 20, квартира № 60. Помер у Дніпродзержинську 29 квітня 2001 року.

## Творчість
Працював в галузі станкового живопису. Створював пейзажі, портрети, натюрморти. Серед робіт:
- «Краснодонці» (1947);
- «Пам'ять героїв» (1948);
- «Прокатники Дніпродзержинського заводу» (1949);
- серія портретів знатних металургів (1952—1953);
- «Зустріч Т. Шевченка з І. Сошенком» (1961);
- «Чорніше чорної землі» (1964);
- «Поезія праці» (1967);
- «На пляжі» (1970-ті);
- «Зимка» (1970-ті);
- «Зелені гори» (1970-ті);
- «Гірські вершини» (1970-ті);
- «Дорога до моря» (1970-ті);
- «У вибої» (1974);
- «Сибір. Дорога уночі» (1980-ті);
- «Апасіоната» (1980);
- «Туапсе. Сутінки» (1983);
- «Переможці» (1984);
- «Який чудний світ…» (1985);
- «Карпатська весна» (1995);
- «Осінь. Прозорий ранок» (1995).

Брав участь у обласних, всеукраїнських, всесоюзних мистецьких виставках з 1947 року.
Окремі роботи зберігаються у Луганському художньому музеї, Дніпровському художньому музеї, Музеї історії міста Кам'янського.